# Futbol'ny Klub Homel'
Il Futbol'ny Klub Homel' (o Homel') (in bielorusso Футбольны Клуб Гомель, traslitterazione anglosassone FC Gomel) è una società calcistica bielorussa con sede nella città di Homel'. Milita in Vyšėjšaja Liha, la massima serie del campionato bielorusso di calcio, e gioca le partite interne nello Stadio Centrale di Homel'.

## Palmarès

### Competizioni nazionali
- Vyšėjšaja Liha: 1

2003
- Coppa di Bielorussia: 3

2001-2002, 2010-2011, 2021-2022
- Supercoppa di Bielorussia: 1

2012
- Peršaja Liha: 3

1997, 2010, 2016

### Altri piazzamenti
- Campionato bielorusso:

Secondo posto: 2007
Terzo posto: 1999, 2011
- Coppa di Bielorussia:

Finalista: 2003-2004
Semifinalista: 1999-2000, 2002-2003, 2005-2006, 2011-2012
- Supercoppa di Bielorussia:

Finalista: 2023
- Peršaja Liha:

Secondo posto: 2020

## Statistiche e record

### Statistiche nelle competizioni UEFA
Tabella aggiornata alla fine della stagione 2018-2019.
| Competizione                  | Partecipazioni | G  | V | N | P  | RF | RS |
| ----------------------------- | -------------- | -- | - | - | -- | -- | -- |
| UEFA Champions League         | 1              | 2  | 1 | 0 | 1  | 1  | 2  |
| Coppa UEFA/UEFA Europa League | 5              | 16 | 5 | 1 | 10 | 21 | 25 |
| Coppa Intertoto               | 1              | 4  | 1 | 1 | 2  | 3  | 7  |

## Organico

### Rosa 2020
Aggiornata al gennaio 2020.
| N. |                        | Ruolo | Calciatore        |
| -- | ---------------------- | ----- | ----------------- |
| 5  | Bielorussia (bandiera) | C     | Ruslan Yudenkov   |
| 11 | Bielorussia (bandiera) | C     | Nikita Tsarenko   |
| 12 | Bielorussia (bandiera) | C     | Yevgeny Milevsky  |
| 15 | Bielorussia (bandiera) | D     | Kiryl Shawchenka  |
| 16 | Bielorussia (bandiera) | P     | Andrey Shkvarkov  |
| 21 | Ucraina (bandiera)     | C     | Dmytro Tereščenko |
| 25 | Bielorussia (bandiera) | A     | Petr Zgurskiy     |
| 31 | Bielorussia (bandiera) | P     | Kiryl Kotaw       |
| 87 | Bielorussia (bandiera) | P     | Aleh Kavalyow     |
| 91 | Bielorussia (bandiera) | C     | Ivan Zhostkin     |

| N. |                        | Ruolo | Calciatore         |
| -- | ---------------------- | ----- | ------------------ |
| 99 | Bielorussia (bandiera) | C     | Pavel Trofimchuk   |
|    | Bielorussia (bandiera) | D     | Yegor Troyakov     |
|    | Bielorussia (bandiera) | D     | Dmitry Denisenko   |
|    | Bielorussia (bandiera) | A     | Andrey Antanyuk    |
|    | Bielorussia (bandiera) | A     | Dmitry Gomza       |
|    | Bielorussia (bandiera) | C     | Arcëm Vas'koŭ      |
|    | Ucraina (bandiera)     | C     | Oleksandr Batyščev |
|    | Bielorussia (bandiera) | C     | Artsyom Buloychyk  |
|    | Bielorussia (bandiera) | C     | Mikalay Ivanow     |